# La Pobleta de Bellveí (antic municipi)
|  | Aquest article és sobre l'antic municipi d'aquest nom. Per a la vila, vegeu La Pobleta de Bellveí. |

| \| ← \| 1812 — 1972 \| → \|                                       |                    |   |
| Escut d'armes                                                     |                    |   |
| La Pobleta de Bellveí dins de la Torre de Cabdella                |                    |   |
| Període històric                                                  | Edat Contemporània |   |
| • Creació del municipi (Constitució de Cadis)                     | 1812               |   |
| • Annexió d'Antist, Castell-estaó, Envall i Serraspina i Estavill | Febrer del 1847    |   |
| • Annexió a la Torre de Cabdella (Pallars Jussà)                  | 1972               |   |
| Altitud                                                           | 800,9 m            |   |
| Superfície                                                        |                    |   |
| • 1972                                                            | 24,91 km2          |   |
| Població                                                          |                    |   |
| •                                                                 | 66                 |   |
| • 2006                                                            | 207                |   |
| ←                                                                 | 1812 — 1972        | → |

L'antic municipi de la Pobleta de Bellveí era un municipi situat aproximadament al terç meridional de l'actual municipi de la Torre de Cabdella, del Pallars Jussà, al qual pertany des del 1970. Fou aquell any quan, juntament amb Mont-ros, passà a ampliar el terme municipal de la Torre de Cabdella.
Malgrat pertànyer al Pallars Jussà, fins a la supressió del partit judicial de Sort en formà part. Aleshores passà a formar part al de Tremp, on és ara. Des del punt de vista eclesiàstic, la pertinença era paral·lela a la judicial: havia depès de l'arxiprestat de Gerri de la Sal. mentre que en l'actualitat pertany a l'arxiprestat del Pallars, amb seu a Tremp.
Tenia el seu centre antic en la vila de la Pobleta de Bellveí, que succeí l'antiga vila de Bellveí, desapareguda.

## Geografia

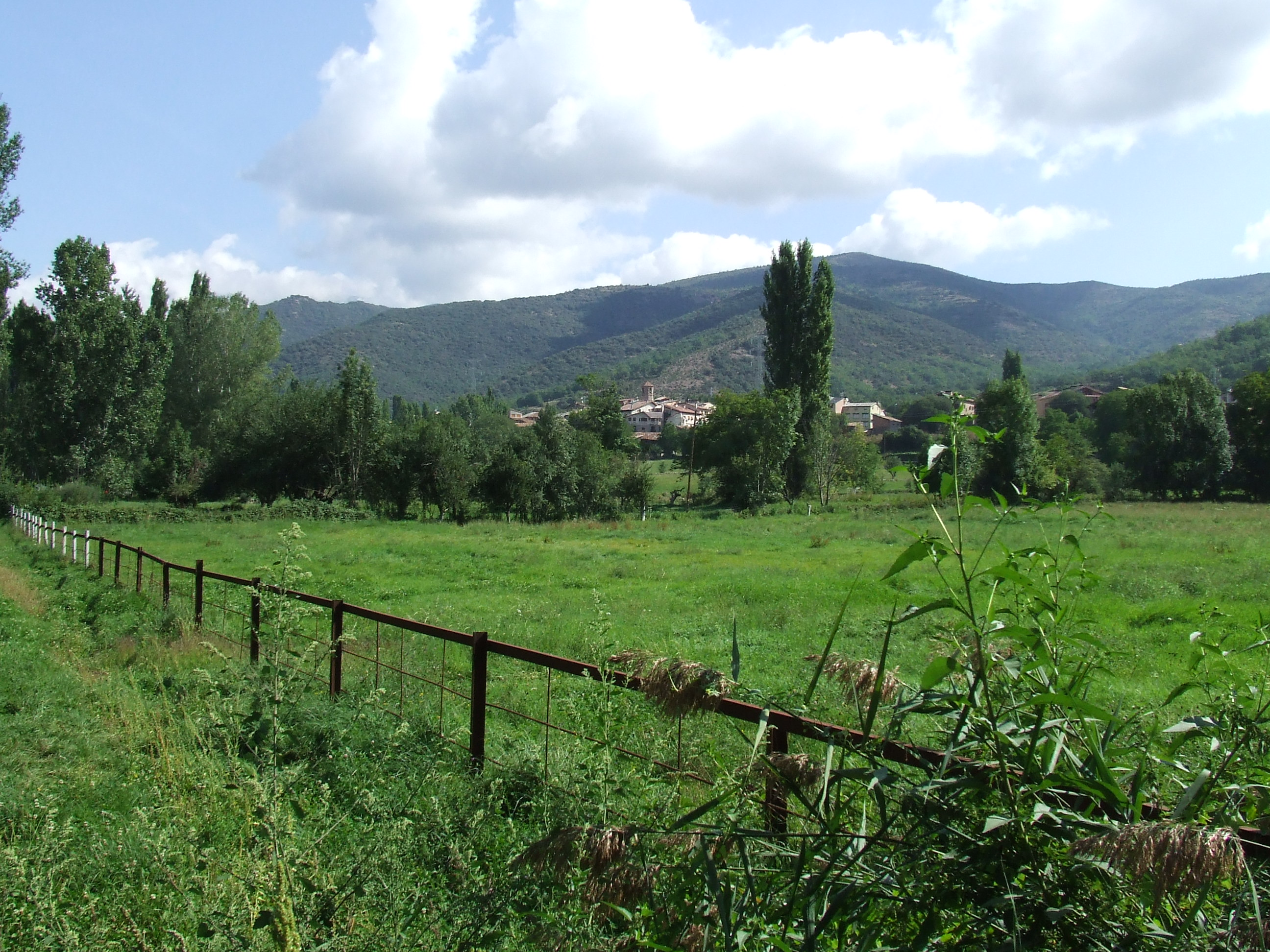
La Pobleta de Bellveí en el seu entorn

### Descripció geogràfica

#### Perímetre de l'antic terme
Se situa l'inici d'aquest recorregut en la trobada del Flamisell i el barranc Roi, on coincidien els antics termes de la Pobleta de Bellveí, la Torre de Cabdella i Mont-ros.

##### Límit amb l'antic terme de la Torre de Cabdella
Des del mesclant d'aigües del Flamisell i el barranc Roi, l'antic termenal amb la Torre de Cabdella seguia un tros el mateix barranc, fins a arribar just al nord-oest del poble de Castell-estaó on, sempre cap al sud-oest, s'enfilava cap a la Roca de la Peira (1.262,5 m. alt.), i pel Prat de la Casona anava a buscar la carena del Serrat de l'Aire: Serrat de la Broncalera (1.461,2 m. alt.) i Serra de Santa Bàrbara, on es troben els límits dels antics termes de la Pobleta de Bellveí i de la Torre de Cabdella amb el terme municipal de Senterada, en el seu enclavament de Larén. L'antic triterme es troba a la cota 1.500, uns 600 metres a llevant, lleugerament decantat cap al nord, del cim del Serrat de Santa Bàrbara.

##### Límit amb l'enclavament de Larén, del terme de Senterada
Des del punt anterior, el termenal segueix cap a l'oest-sud-oest i va a buscar la fita que hi ha a tocar, a sota i al sud-est, de l'ermita de santa Bàrbara. En aquest indret el límit del terme trenca en angle recte cap al sud, va a buscar el Tossal de la Creu, de 1.594,4 m. alt., el Coll de Codó, de 1.450,5, i continua encara cap al sud fins al Tossal del Codó, de 1.453,3, al capdamunt del Serradet del Far. En aquest tossal torna a trencar sobtadament cap al nord-oest, per anar a trobar el curs del barranc del Grau sense perdre gaire alçada. Troba aquest barranc a 1.360 m. alt., i segueix el barranc cap al sud, fins que el barranc del Grau s'aboca en el de Sant Genís, on es torna a trobar el triterme entre Senterada, Sarroca de Bellera i la Pobleta de Bellveí (ara, la Torre de Cabdella).

##### Límit amb el terme de Sarroca de Bellera
Des de la confluència d'aquests dos barrancs, situat a 968 m. alt., el termenal amb Sarroca de Bellera segueix un tros el mateix barranc de Sant Genís, cap al sud-est. A la cota 870, a la Solana de les Bordes, en un pas estret del barranc, el termenal canvia de direcció: puja sobtadament cap al sud-oest per pujar per la Serra de la Bastida fins al Tossal Gros, de 1.039,1 m. alt. Seguint una carena cap al sud-est, arriba al Cap de l'Alzinar, de 1.007,7 m. alt, des d'on continua cap al sud, fins a atènyer el punt tritermenal entre la Pobleta de Bellveí, Sarroca de Bellera i Senterada.

##### Límit amb el terme de Senterada
Del punt anterior, el terme baixa cap al sud, pel costat de ponent d'una carena, sempre baixant, fins que, quan arriba als 910 m. alt., torç cap al sud-est, per anar a trobar la Roca del Túnel, a 800 m. alt. Travessa la carretera L-503 i tot seguit el Flamisell, a 748 m. alt., i per la Borda del Casimiro, al nord-est del Mas d'Erdo i del Càmping Senterada, passa pel mig del circ que acull aquest mas i càmpig, travessa la carena que el tanca pel sud, i baixa cap al barranc de Comadars, que segueix un bon tros pel marge nord, seguint una direcció sud-est. Així, va a buscar una torre d'alta tensió a 950 m. alt., on es troben els termes de Senterada, la Torre de Cabdella (antic terme de la Pobleta de Bellveí) i Baix Pallars (antic terme de Montcortès de Pallars).

##### Límit amb l'antic terme de Montcortès de Pallars (Baix Pallars)
Des del punt anterior, el termenal amb Montcortès de Pallars pren la direcció nord-nord-est pel vessant occidental del Serrat del Rebollar, travessa el barranc de Prat Castelló, passa a tocar de la Borda de Barrauet, que queda per pocs metres en terme de la Pobleta de Bellveí i, seguint el camí dels Puiatells, passa ran de la Borda de Badia, que queda en terme de Montcortès de Pallars. Al cap d'una mica, quan inflexiona ja cap al nord-est, travessa el barranc de la Gessera i, al Comentiol, va a buscar el barranc de Ruixou, al qual arriba prop de la Font del Porcell, a 790 m. alt.
El barranc de Ruixou esdevé un bon tros termenal de municipi i de comarca (1,7 km.), fins que, en el moment que té pel sud l'Obaga de Coma-sosa i pel nord l'Obaga del Forn, trenca cap al nord-est, enfilant-se muntanya amunt per aquesta darrera obaga. Va a buscar el Tossal del Botgegal (1.096,8 m. alt.), i tot seguint, sempre muntanya a munt per la careneta més directa, lo Tossal, de 1.247,8. Des de lo Tossal es manté una estona a la mateixa alçada (uns 1.250 m. alt.) fent un arc per la capçalera de la vall on es troba el poble d'Envall, molt proper, i va a buscar el Serrat de la Cabaneta.
Superat aquest serrat a l'alçària de 1.300 metres, continua cap al nord mantenint-se a la mateixa alçada, travessa la capçalera de la vall del barranc de les Comes, fins que arriba a uns 350 metres al sud-oest del cim del Cogulló, on gira cap al nord-est fins a aquest cim, de 1.569,3 m. alt. En aquest punt el termenal gira cap al nord per tal de seguir la carena de la Serra Espina: Collada del Clot d'Andol (1.535,6 m. alt.), Turó del Cuet (1.560,7), on es trobava el triterme entre la Pobleta de Bellveí, Montcortès de Pallars i Mont-ros.

##### Límit amb l'antic terme de Mont-ros, ara de la Torre de Cabdella
Des del Turó del Cuet, l'antic termenal entre la Pobleta de Bellveí i Mont-ros seguia una carena cap a ponent que va a cercar l'extrem nord-est del Serrat de les Cases, o des Cases, a 1.445,4 m. alt., i en arribar a aquesta alçada, gira cap al sud-oest per tal de seguir aquest serrat carena avall. Sempre carena avall, passa per on hi hagué el poblat de Puiforniu, a 1.275,7 m. alt., i continua en la mateixa direcció al sud del lloc on el barranc de Serra Espina s'aboca en el Flamisell, a 824 m. alt., a la Roca del Corb.
En aquest punt el termenal gira sobtadament cap al nord, i segueix riu amunt, però no exactament pel riu, sinó per una línia recta a ponent de la llera del Flamisell, que retroba el riu pràcticament a les portes de la Plana de Mont-ros, deixant el fons de la vall del Flamisell en terme de Mont-ros. Des d'aquest lloc sí que segueix el riu mateix, fins que troba l'afluència, venint de ponent, del barranc Roi, a 894,6 m. alt. Just en aquest lloc es trobaven els antics termes de Mont-ros, la Pobleta de Bellveí i la Torre de Cabdella, ara tots tres agrupats en el municipi que duu el nom del tercer dels esmentats, que és el lloc on ha començat aquesta descripció.

### Nuclis de població
| Entitat de població    | Habitants |
| ---------------------- | --------- |
| Antist                 | 17        |
| Castell-estaó          | 15        |
| Estavill               | 10        |
| Pobleta de Bellveí, la | 130       |
| Font: Idescat          |           |

Els pobles que formaven el terme de la Pobleta de Bellveí eren La Pobleta de Bellveí, que exercia de cap de districte municipal, Antist, Castell-estaó, Envall, Estavill i els despoblats antics de Bellveí i Serraspina. Cadascun d'elles té el seu article propi. A més a més, al sud del terme, a ponent del riu i de la carretera, hi ha la masia Beneta, amb una capella romànica dedicada sant Pere Màrtir.
A l'antic terme, a més, hi ha unes quantes masies i bordes disperses; entre elles, a més de la Masia Beneta, cal esmentar la de Batllevell, la de Benet, la d'Escalers, la de Guimó, la del Metge, la de Perutxo, la del Rei, la de Ribera, i la de Vilers.
- Antist
- Castell-estaó
- Envall
- Estavill
- La Pobleta de Bellveí

## Història
A l'extrem meridional del poble, a la zona on ara hi ha la Masia Beneta, amb la capella de Sant Pere Màrtir, hi hagué el castell de Perabruna, amb les esglésies de Sant Esteve de Perabruna o Pera-romana, i la de Sant Llorenç de Perabruna, documentat tot des de la segona meitat del segle xi. No es coneix, però, on eren aquest castell i aquestes esglésies.
El 1718 el terme de la Pobleta de Bellveí consta amb 428 habitants, que baixaren a 314 el 1787, però pujaren fins a 630 el 1860. Vers 1900 s'havia estabilitzat a l'entorn de 400 habitants, i durant el segle xx la davallada ja fou constant: 338 el 1960, 221 el 1965, 177 el 1970, 103 el 1981, i 207 el 2006, amb una xifra que, com en altres pobles de la vall, manifesta una clara recuperació.
En el moment de constituir-se els ajuntaments moderns, el 1812, a partir del desplegament de la Constitució de Cadis, el mapa municipal de la Vall Fosca era molt diferent d'ara. Com que en un primer moment es permeté la creació de tots els ajuntaments que anteriorment haguessin tingut alguna mena de personalitat jurídica, en un primer moment sorgiren els ajuntaments següents, en el que després seria terme municipal de la Pobleta de Bellveí: Antist, Castellestahó, Envall i Serraspina, Estadill i la Pobleta de Bellvehí. El 1845, però, una nova llei municipal fixava un límit de 30 veïns (caps de família) per poder mantenir la independència municipal, i tots els ajuntaments anteriors foren agregats a la Pobleta de Bellveí, que fou erigit en capital del districte municipal. A Mont-ros i a la Torre de Cabdella s'esdevenia un procés similar, explicat en els seus articles respectius.
En el cens del 1857 Pobleta de Bellvehí apareix amb 592 habitants i 99 cèdules personals inscrites, repartides de la manera següent: Antist, 78 habitants i 12 cèdules; Castellstahó, 46 i 6; Envall, 66 i 13, Estavill, 85 i 9 i Pobleta de Bellvehí, 317 i 59.
A principis del segle xx, el terme de la Pobleta de Bellveí tenia 147 edificis, amb 418 habitants de fet i 414 de dret, segons Ceferí Rocafort (op. cit.).

### L'antic ajuntament de la Pobleta de Bellveí
L'alcaldia de la Pobleta de Bellveí fou exercida, al llarg dels anys, per les persones següents:
| - Domènec Espot (1891) - Josep Riba i Vidal (1896) - Josep Subirana (1899) - Francesc Canut (1900) | - Jaume Juanmartí (1910) - Domènec Canut (1921) - J. Jordana (1946) |

## Activitat econòmica
Tradicionalment, l'economia es basava en l'agricultura (blat, sègol, fesols, patates, llegums, pomes i cànem) i en la ramaderia (ovelles, vaques i bous per a les feines del camp). Amb el pas del temps l'agricultura dedicada a la ramaderia s'ha fet més extensiva, i predominen les pastures per a bestiar boví.
Una altra activitat econòmica important era la comercial derivada de les importants fires de bestiar que s'hi celebraven.
Era també important l'activitat a l'entorn de la molta del blat i altres cereals. A la Pobleta de Bellveí hi havia els molins de Castell, Estavill, Taurinyà i la Pobleta.

### La Fira de la Pobleta de Belleví
A la Pobleta de Bellveí se celebraven, des de temps immemorial, dues fires anuals; el privilegi reial per a celebrar-les anava lligat al títol de vila que es concedí, d'antuvi a Bellveí, després a la Pobleta.
Eren dues fires anuals, una el 24 d'agost, i l'altra, més important, a primers d'octubre. Era una fira que durava tres dies, amb una concurrència molt nodrida. La font de la Pobleta de Bellvei es va construir el 1654